# 用例
| ウィキペディアには「用例」という見出しの百科事典記事はありません（タイトルに「用例」を含むページの一覧/「用例」で始まるページの一覧）。 代わりにウィクショナリーのページ「用例」が役に立つかもしれません。 |